# Atletiek op de Paralympische Zomerspelen 2024 - 1500 m vrouwen T13
De 1500 meter voor vrouwen klasse T13 op de Paralympische Zomerspelen 2024 vond plaats op 31 augustus in het Stade de France. Deze klasse is voor slechtziende atletes die meestal contouren kunnen herkennen op een afstand van 2 tot 6 meter. Atleten in deze categorie maken vaak geen gebruik van een gids. Dit is een gecombineerde klasse met T12. De winnares van 2020 was Tigist Gezahagn Menigstu, die in 2024 haar titel wist te prolongeren. De Marokkaanse Fatima Ezzahra El Idrissi  behaalde het zilver en Liza Corso uit de Verenigde Staten won de bronzen medaille.

## Records
Voorafgaand aan het toernooi waren dit de wereldrecords en Paralympische records.
| Wereldrecord        | T12 | Verenigde Staten Marla Runyan | 4:05.27 | Sevilla        | 1 januari 1999    |
| Paralympisch record | T12 | Tunesië Somaya Bousaid        | 4:21.45 | Rio de Janeiro | 10 september 2016 |
|                     |     |                               |         |                |                   |
| Wereldrecord        | T13 | Frankrijk Assia El Hannouni   | 4:19.20 | Peking         | 14 september 2008 |
| Paralympisch record | T13 | Frankrijk Assia El Hannouni   | 4:19.20 | Peking         | 14 september 2008 |

## Finale
| Rang   | Kl. | Naam                                             | Naam | Tijd    | Bijz.  |
| ------ | --- | ------------------------------------------------ | ---- | ------- | ------ |
| Goud   | T13 | Tigist Gezahagn Menigstu                         | ETH  | 4:22.39 |        |
| Zilver | T12 | Fatima Ezzahra El Idrissi                        | MAR  | 4:22.98 | SB     |
| Brons  | T13 | Liza Corso                                       | USA  | 4:23.45 | SB     |
| 4      | T13 | Greta Streimikyte                                | IRL  | 4:32.28 |        |
| 5      | T13 | Somaya Bousaid                                   | TUN  | 4:34.87 |        |
| 6      | T13 | Peace Oroma                                      | UGA  | 4:38.60 |        |
| 7      | T12 | Francy Osorio William Higuera Ocampo (gids)      | COL  | 4:40.70 | SB     |
| 8      | T13 | Elena Pautova                                    | NPA  | 4:49.57 | SB     |
| 9      | T13 | Keegan Gaunt                                     | CAN  | 4:51.43 |        |
| 10     | T12 | Edneusa Dorta Thiago Andre (gids)                | BRA  | 5:16.28 | SB     |
| —      | T12 | Daniela Velasco Cesar Daniel Belman Ortiz (gids) | MEX  | DSQ     | R7.9.5 |